# Amama
Pour plus de détails, voir Fiche technique et Distribution.
Amama est un film espagnol réalisé par Asier Altuna, sorti en 2015.

## Synopsis
Le film s'intéresse à l'avenir d'une maison basque dont aucun des trois enfants de la famille ne souhaite hériter.

## Fiche technique
- Titre : Amama
- Réalisation : Asier Altuna
- Scénario : Asier Altuna, Telmo Esnal et Michel Gaztambide
- Musique : Mursego et Javi Pez
- Photographie : Javier Agirre
- Montage : Laurent Dufreche
- Production : Elena Gozalo et Aintzane Pérez de Palomar
- Société de production : Euskal Irrati Telebista, Movistar+, Televisión Española et Txintxua Films
- Société de distribution : Cinéma L'Atalante (France)
- Pays de production :  Espagne
- Genre : Drame
- Durée : 103 minutes
- Date de sortie : 
  - Espagne : 16 octobre 2015

## Distribution
- Kandido Uranga : Tomas
- Iraia Elias : Amaia
- Amparo Badiola : Amama
- Klara Badiola : Isabel
- Ander Lipus : Xabi
- Manu Uranga : Gaizka
- Nagore Aranburu : Sara
- José Ramón Soroiz : Koldo
- Unax Zaldua : Lur
- Aiora Zaldua : Garazi
- Maite Arroitajauregi : Nagore
- Montse Mostaza : Galerista

## Distinctions
Le film a été nommé au prix Goya du meilleur espoir féminin pour Iraia Elias.